# Louis Codet
Louis Codet (ur. 8 października 1876 w Perpignan, Francja, zm. 27 grudnia 1914 w Hawr, Francja) – francuski pisarz i poeta.

## Zarys biograficzny i twórczość
Pochodził z szacownej rodziny, która wywodziła się z miejscowości Saint-Junien i zamieszkiwała tam od sześciu stuleci. Był synem Jeana Codeta, deputowanego i senatora, a także kuzynem matki francuskiego noblisty z dziedziny literatury Claude'a Simona.
Jako porucznik armii francuskiej, brał udział w walkach I wojny światowej. 5 listopada 1914 został ranny w Steenstrate w belgijskiej Flandrii. Niecałe dwa miesiące później, w wyniku odniesionych ran, zmarł we francuskim Hawr.
Po śmierci pozostawił po sobie wiele niepublikowanych tekstów, w tym powieść César Capéran, którą francuski wydawca Gaston Gallimard opublikował w 1918.
W Polsce jego prace nie były szerzej tłumaczone. Bardziej znany jest tylko przekład jego wiersza La flûte verte (pl. Do pastuszka cicho rzeknę...) autorstwa Krzysztofa Kamila Baczyńskiego.

## Ważniejsze dzieła
- Un apprentissage (1903, opubl. 1926 pod tytułem Louis l’indulgent)
- La Rose du jardin, 1907
- La Petite Chiquette, 1908
- César Capéran, 1918
- La Fortune de Bécot, 1921
- Voyage à Majorque, 1925
- Louis l'indulgent, 1926
- Poèmes et chansons, 1926
- Lettres à deux amis (Eugène de Montfort i Louis Bausil), 1927

## Źródła
- Louis Codet. wikilivres.ca. [zarchiwizowane z tego adresu (2013-12-02)]. - zbiór polskich przekładów prac poety

## Najnowsze edycje jego prac
- César Capéran ou La tradition, ze wstępem Roberta de Goulaine, Motifs, 2008, ISBN 978-2-268-06450-5 (fr.)
- César Capéran ou La tradition, z posłowiem Aurianta, Dole, Canevas éd., 1993, ISBN 2-88382-039-2 (fr.)
- La Petite Chiquette, ze wstępem Gilberta Sigauxa, Éditions Rencontre, 1961 (fr.)